# 11 Dywizja Lotnictwa Myśliwskiego

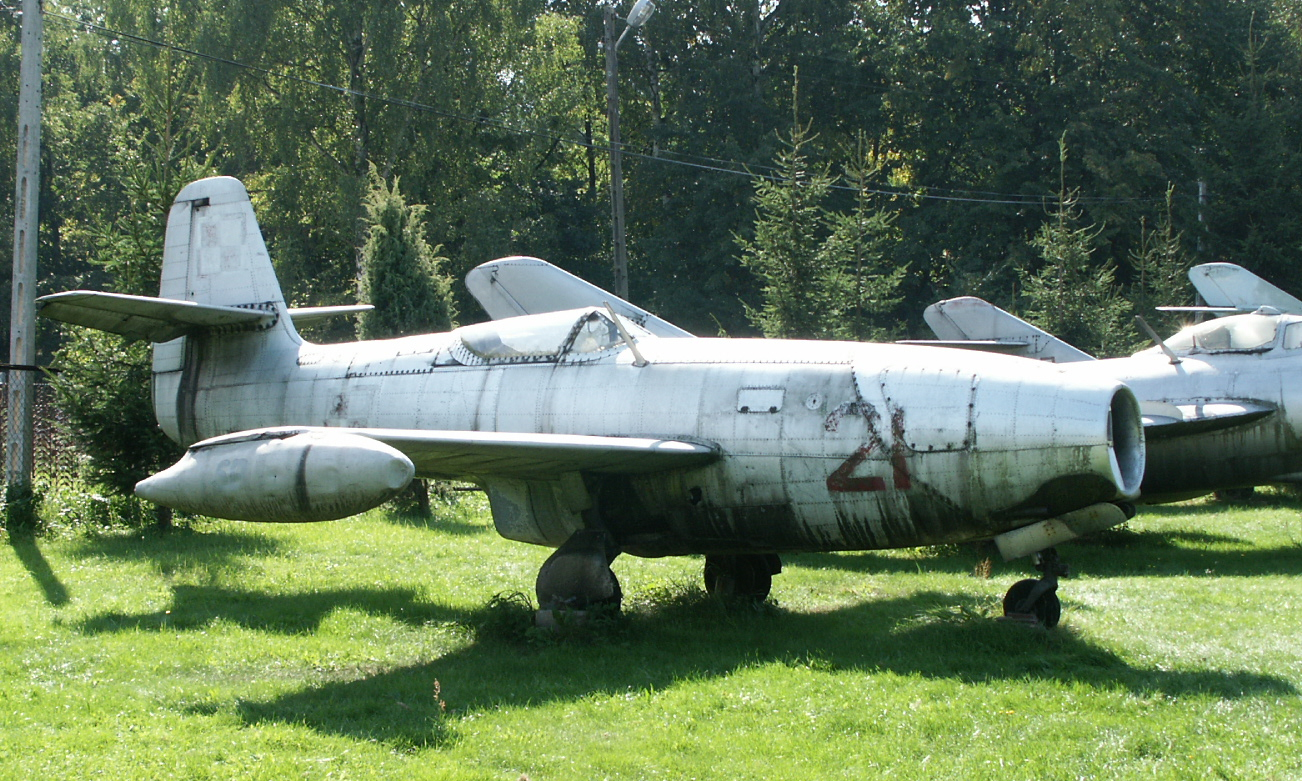
Jak-23

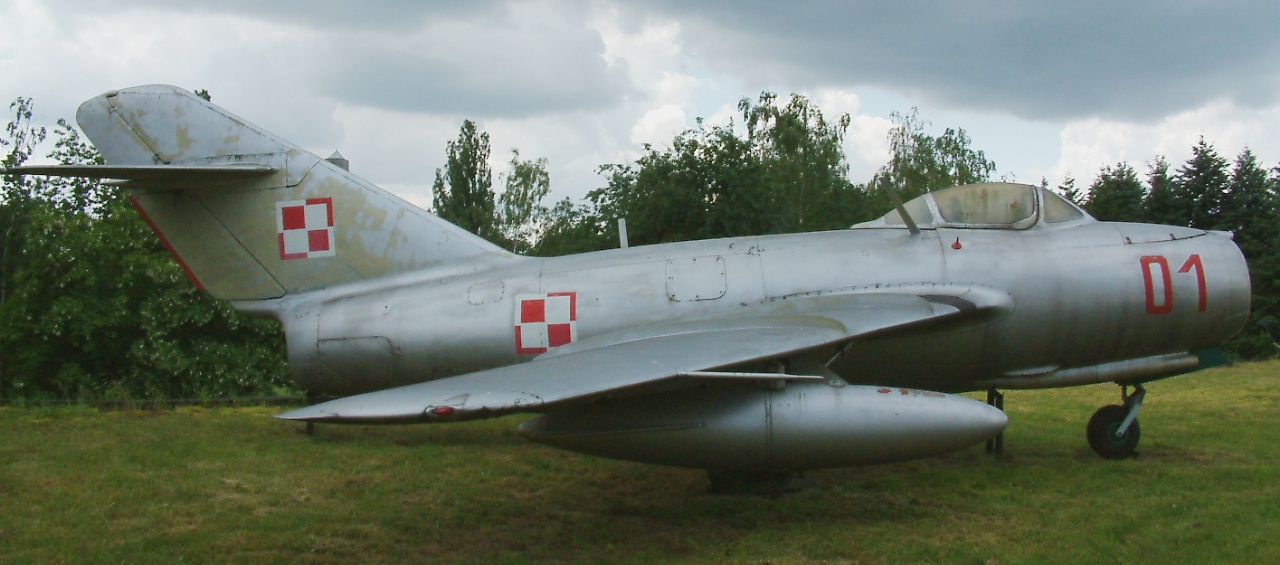
MiG-15

11 Dywizja Lotnictwa Myśliwskiego (11 DLM) – związek taktyczny lotnictwa myśliwskiego ludowego Wojska Polskiego.
W związku z wybuchem konfliktu koreańskiego, Sztab Generalny WP rozkazem nr 0096/Org. z 11 grudnia 1951 nakazał Dowódcy Wojsk Lotniczych ponowne sformowanie lotniczych związków taktycznych i jednostek logistycznego zabezpieczenia. Wśród formowanych związków taktycznych była też 11 Dywizja Lotnictwa Myśliwskiego.

## Formowanie i zmiany organizacyjne
Rozkaz zakładał, że w skład bezpośredniego podporządkowania dowództwu 11 DLM wejdą następujące jednostki:
- Dowództwo 11 Dywizji Lotnictwa Myśliwskiego w Świdwinie
- 11 pułk lotnictwa myśliwskiego w Zegrzu Pomorskim
- 24 pułk lotnictwa myśliwskiego w Świdwinie
- 27 pułk lotnictwa myśliwskiego w Świdwinie
- 76 kompania łączności w Świdwinie
- 47 Ruchome Warsztaty Remontowe Lotnictwa w Świdwinie

Rozkaz zakładał sformowanie tych jednostek w okresie od maja do grudnia 1951 roku. Trudna sytuacja ekonomiczna kraju spowodowała, że realizacja tego rozkazu stała się niemożliwa. Opracowano nowy  rozkaz 0078/Org. z 19 listopada 1952 roku, który zakładał formowanie lotniczych związków taktycznych o składzie dwóch pułków. W myśl tego rozkazu zaniechano formowania 24 i 27 plm.
11 DLM został podporządkowany:
- 26 pułk lotnictwa myśliwskiego z 9 DLM, któremu jako miejsce stałej dyslokacji wyznaczono Zegrze Pomorskie
- 40 pułk lotnictwa myśliwskiego, który przeszedł z 7 DLM. Miejscem stałego bazowania 40 plm i pozostałych jednostek dywizji stał się Świdwin.

Ponadto sformowany został pluton fotograficzny 11 DLM.
40 pułk lotnictwa myśliwskiego przebazował się do Świdwina rzutem powietrznym 17 stycznia 1953 z lotniska Mierzęcice, na którym wcześniej stacjonował.
26 pułk lotnictwa myśliwskiego przebazował się do Zegrza Pomorskiego w październiku. 2 października 1953 roku rzut kołowy przybył eszelonem na stację Koszalin.
W 1967 dywizja przemianowana została na 3 Brandenburską Dywizję Lotnictwa Myśliwskiego.

## Szkolenie
Na potrzeby szkolenia personelu latającego rozkazem DWL nr 02/Org. z 3 lutego 1953 roku został sformowany poligon lotniczy nr 6 w Podborsku. Od sierpnia do grudnia 1953 roku personel latający i techniczny 26 i 40 plm został przez szkolony na samolotach MiG-15, które zastąpiły samoloty Jak-23. Zdolność bojową jako związek taktyczny dywizja osiągnęła pod koniec 1956 roku. Przyczyną tak długiego dochodzenia do pełnej zdolności bojowej był brak personelu latającego oraz niski poziom jego wyszkolenia, spowodowany przyspieszonym trybem szkolenia i zaniżeniem wymagań wobec kandydatów na pilotów.
14 listopada 1957 roku rozkazem MON nr 098 wyszedł z bezpośredniego podporządkowania 26 plm, a dywizji został podporządkowany 4 pułk lotnictwa myśliwskiego stacjonujący w Goleniowie.

## Przeformowania
3 Dywizja Lotnictwa Myśliwskiego (rozformowana) ↙   11 Dywizja Lotnictwa Myśliwskiego (1951 - 1967)  →  3 Brandenburska Dywizja Lotnictwa Myśliwskiego (1967 - 1971)  →  3 Brandenburska Dywizja Szturmowa (1971 - 1982) →  3 Brandenburska Dywizja Lotnictwa Myśliwsko-Bombowego (1982 - 1998)  → 1 Brygada Lotnictwa Taktycznego (1998 - 2009) →  1 Skrzydło Lotnictwa Taktycznego